# Montegiardino
Montegiardino (emilián–romanyol nyelven Montgiardin) egyike San Marino kilenc városának. Az ország délkeleti részén helyezkedik el. A település az utolsó területi bővítéskor, 1463-ban került az országhoz. Montegiardino ad otthont a San Marinó-i labdarúgó-bajnokság elsőosztályában szerepülő S. P. La Fiorita csapatának.